# Phyllachora oblongospora
Phyllachora oblongospora är en svampart som beskrevs av Parbery 1971. Phyllachora oblongospora ingår i släktet Phyllachora och familjen Phyllachoraceae.   Inga underarter finns listade i Catalogue of Life.